# 西安医科大学

西安医科大学是存在于1956年到2000年的一所陕西省医学院，2000年与西安交通大学、陕西财经学院合并，成为新的西安交通大学医学院。

## 历史
- 该医学院溯源于1937年前的国立北平大学医学院
- 1937年9月10日，国民政府教育部下令“以北平大学、北平师范大学、北洋工学院和北平研究院等院校为基干，设立“西安临时大学”
- 西安臨時大學於1938年分出國立西北工學院、國立西北農學院、其余部份改稱國立西北聯合大學
- 1939年國立西北聯合大學分出國立西北醫學院（一度併回，1950再度分出）、國立西北師範學院，其余部份改稱國立西北大學
- 1946年國立西北醫學院并回國立西北大學，成为国立西北大学医学院[1]
- 1950年再次单立为西北医学院后辗转发展为今天的西安交通大学医学部